# Mini-Cat

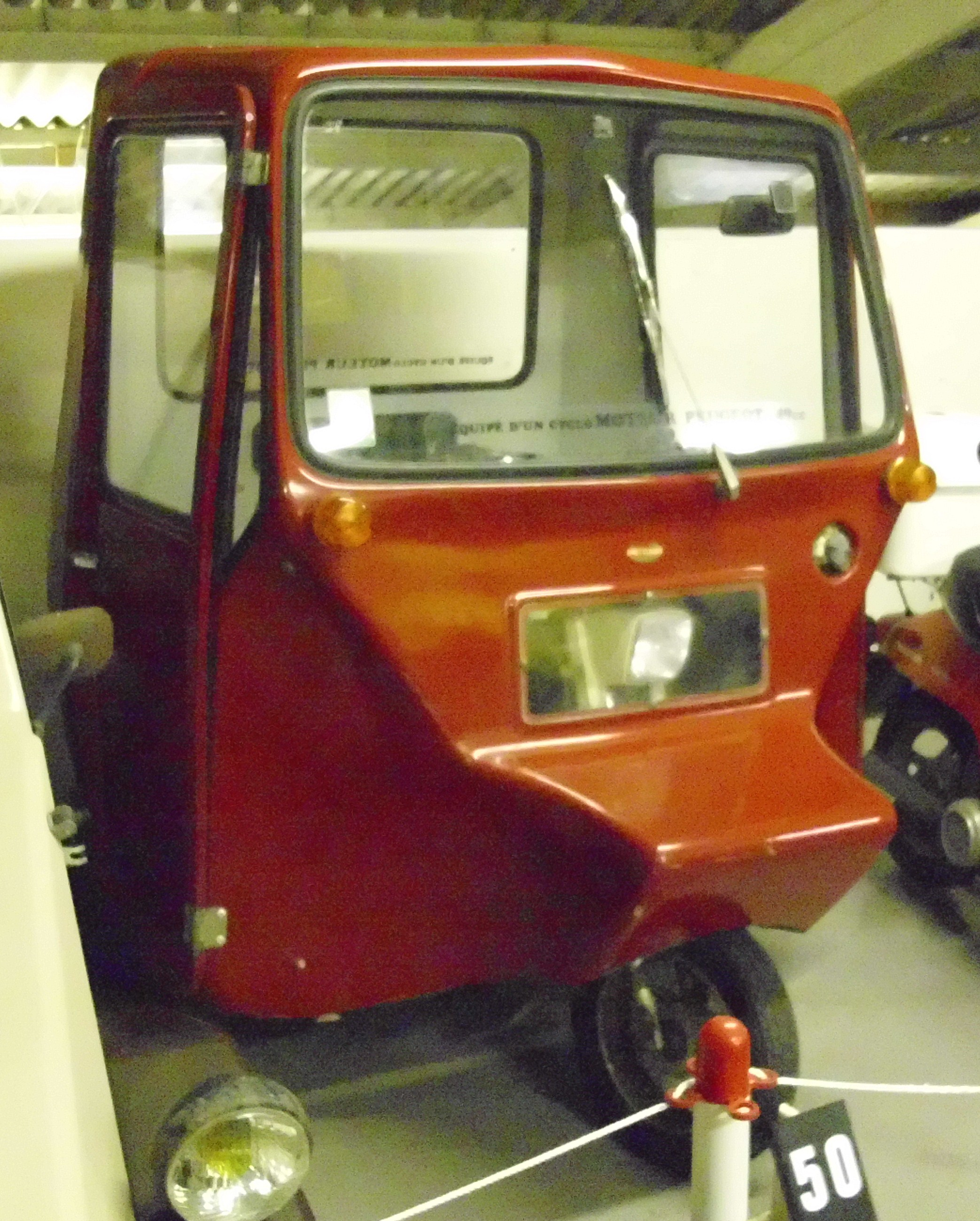
Mini-Cat

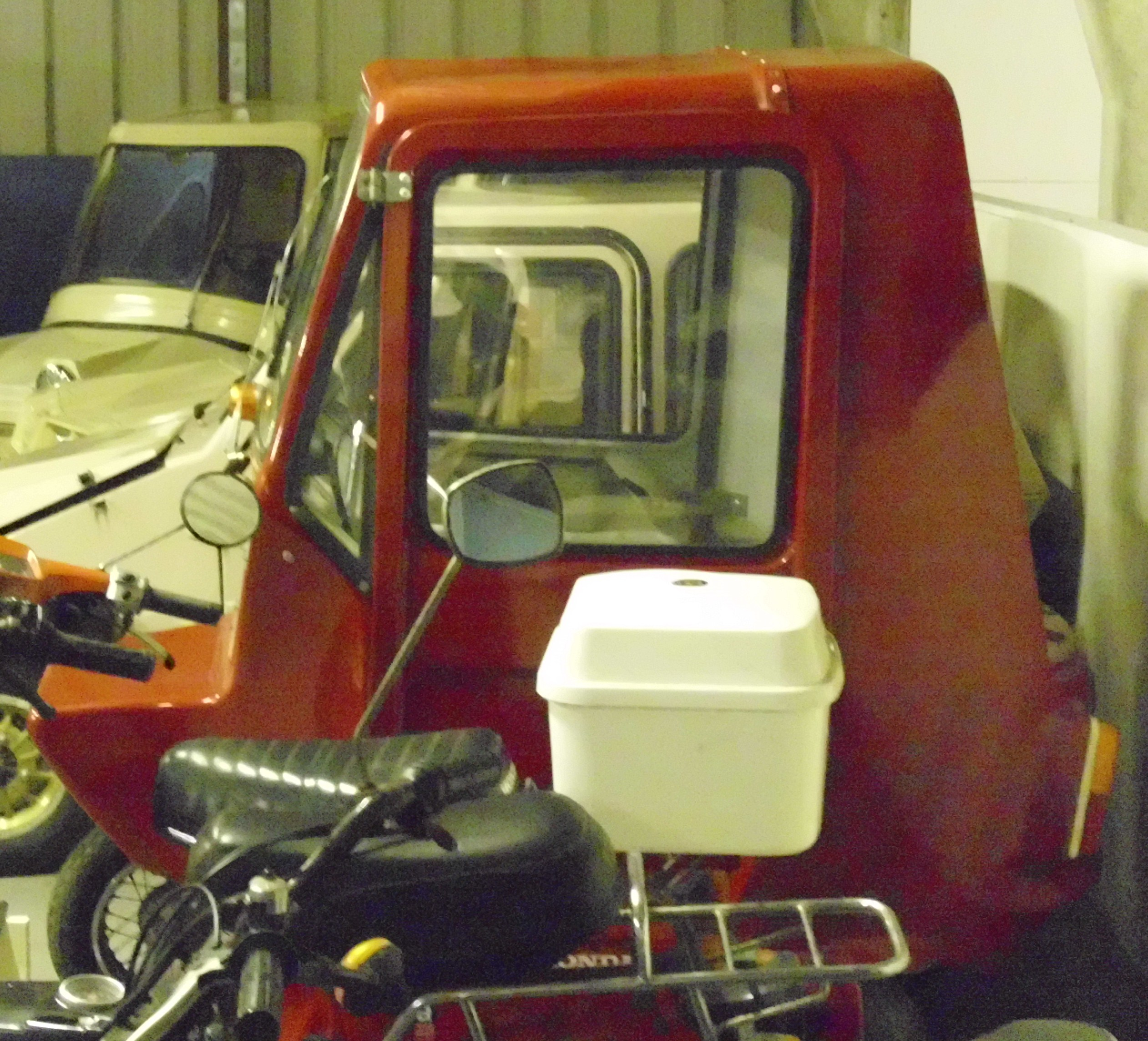
Seitenansicht

Mini-Cat war ein französischer Hersteller von Automobilen.

## Unternehmensgeschichte
Serge Aziosmanoff gründete 1978 das Unternehmen in Chabeuil nahe Valence und begann mit der Produktion von Automobilen. Der Markenname lautete Mini-Cat. 1980 erfolgte der Umzug nach Tain-l’Hermitage. Im gleichen Jahr endete die Produktion. Jeanneau übernahm die Rechte und brachte ähnliche Fahrzeuge als Microcar auf den Markt.

## Fahrzeuge
Das Unternehmen stellte Kleinstwagen her. Das erste Modell war ein einsitziges Dreirad, bei dem sich das einzelne Rad vorne befand. Die Karosserie bestand aus Polyester. Das Fahrzeug war 158 cm lang, 112 cm breit, 160 cm hoch und wog 125 kg. Für den Antrieb sorgte ein Einbaumotor von Peugeot mit 49 cm³ Hubraum, der im Heck montiert war. 1979 folgte das Modell AZ 49 mit vier Rädern.